# Clifton Hill (Victoria)
Clifton Hill is een voorstad van Melbourne in de Australische deelstaat Victoria. Bij de telling van 2016 had Clifton Hill 4731 inwoners.